# AEG J.I
El AEG J.I era un biplano de ataque a tierra de 1917, desarrollado a partir del avión de reconocimiento AEG C.IV. Se caracterizaba por poseer un blindaje de protección para sus tripulantes, y por estar propulsado por el más potente motor que se pudo instalar al más pesado de los aviones de su tiempo.

## Diseño y desarrollo
El AEG J.I era un biplano monomotor biplaza con un tren de aterrizaje convencional con patín de cola. El avión se construyó con tubos de acero recubiertos de tela. La cabina abierta en tándem para el piloto y el artillero tenía protección blindada. El artillero disponía de tres armas, dos ametralladoras LMG 08/15 de 7,92 mm instaladas en el suelo de la cabina trasera apuntado hacia adelante y hacia abajo con un ángulo de 45°, de modo que  podían usarse para atacar objetivos terrestres; una ametralladora Parabellum MG 14 de 7.92 mm estaba en un montaje giratorio.
El avión equipado con alerones en el ala inferior, así como en el ala superior, fue designado AEG J.Ia. 

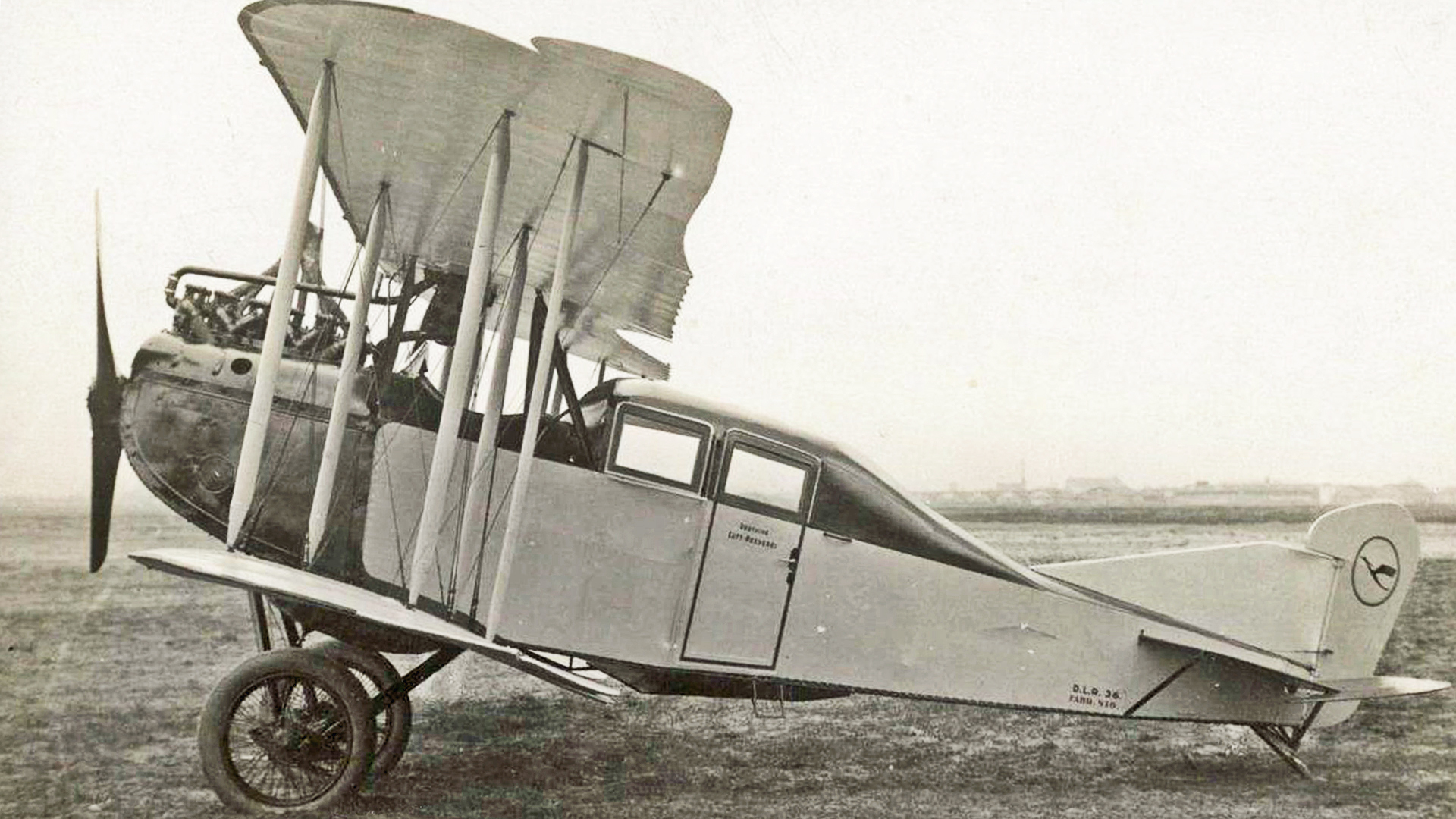
AEG J.II versión con cabina AEG J.II de Deutsche Luft-Reederei en 1919

Se desarrolló una versión mejorada del J.I como AEG J.II, con alerones aerodinámicamente equilibrados con saltos de bocina sobresalientes, fuselaje trasero extendido con una aleta más grande para mejorar la estabilidad direccional y un puntal de enlace de alerones reubicado.
Al finalizar el conflicto, algunos J.II realizaron el primer servicio diario regular de aviones de pasajeros en el mundo, entre Berlín y Weimar , operados por Deutsche Luft-Reederei. Esta ruta comenzó el 5 de febrero de 1919. Los primeros J.II comerciales conservaron las cabinas abiertas, pero las versiones modificadas con cabinas cerradas para los dos pasajeros los reemplazaron rápidamente.

## Variantes
AEG J.I
versión blindada del AEG C.IV equipado con ametralladoras apuntando hacia abajo en el piso de la cabina trasera y una ametralladora defensiva en la cabina del observador
AEG J.Ia
la versión J.Ia presentaba alerones en las alas inferiores, además de en las superiores
AEG J.II
estructuralmente similar al J.I, el J.II introdujo alerones aerodinámicamente equilibrados por grandes extensiones en las puntas alares, mayor área del timón para mejorar la estabilidad direccional y un puntal de enlace de alerones reubicado

## Usuarios
Imperio alemán
- Luftstreitkräfte

 República de Weimar
- Deutsche Luft-Reederei

## Especificaciones técnicas (AEG J.I)
Referencia datos: Enciclopedia Ilustrada de la Aviación: Vol.1 pag.15. Edit. Delta. Barcelona. 1982 ISBN 84-85822-29-3

### Características generales
- Tripulación: 2
- Longitud: 7,20 m
- Envergadura: 13,46
- Altura: 3,35 m
- Superficie alar: 33,20 m²
- Peso vacío: 1 455 kg
- Peso cargado: 1 740 kg
- Planta motriz: 1× lineal, seis cilindros refrigerado por agua Benz Bz.IV.
  - Potencia: 170 kW (234 HP; 231 CV)

### Rendimiento
- Velocidad máxima operativa (Vno): 150 km/h
- Alcance: 375 km
- Techo de vuelo: 4 500 m
- Régimen de ascenso: 2,78 m/s
- Carga alar: 52,4 kg/m²
- Potencia/peso: 0,171 kW/kg (0,104 hp/lb)

### Armamento
- Ametralladoras: 3× 

  - Ametralladoras fijas 7,92 mm LMG 08/15 de disparo hacia abajo en ángulo de 45°
  - Ametralladora 7,92 mm LMG 08/15 en la cabina trasera

## Contenido Relacionado

### Aeronaves comparables
- Albatros J.I
- Albatros J.II
- Junkers J.I